# Дособуоно (Верона)
Дособуоно је насеље у Италији у округу Верона, региону Венето.
Према процени из 2011. у насељу је живело 6087 становника. Насеље се налази на надморској висини од 63 м.